# Planta románica-renana

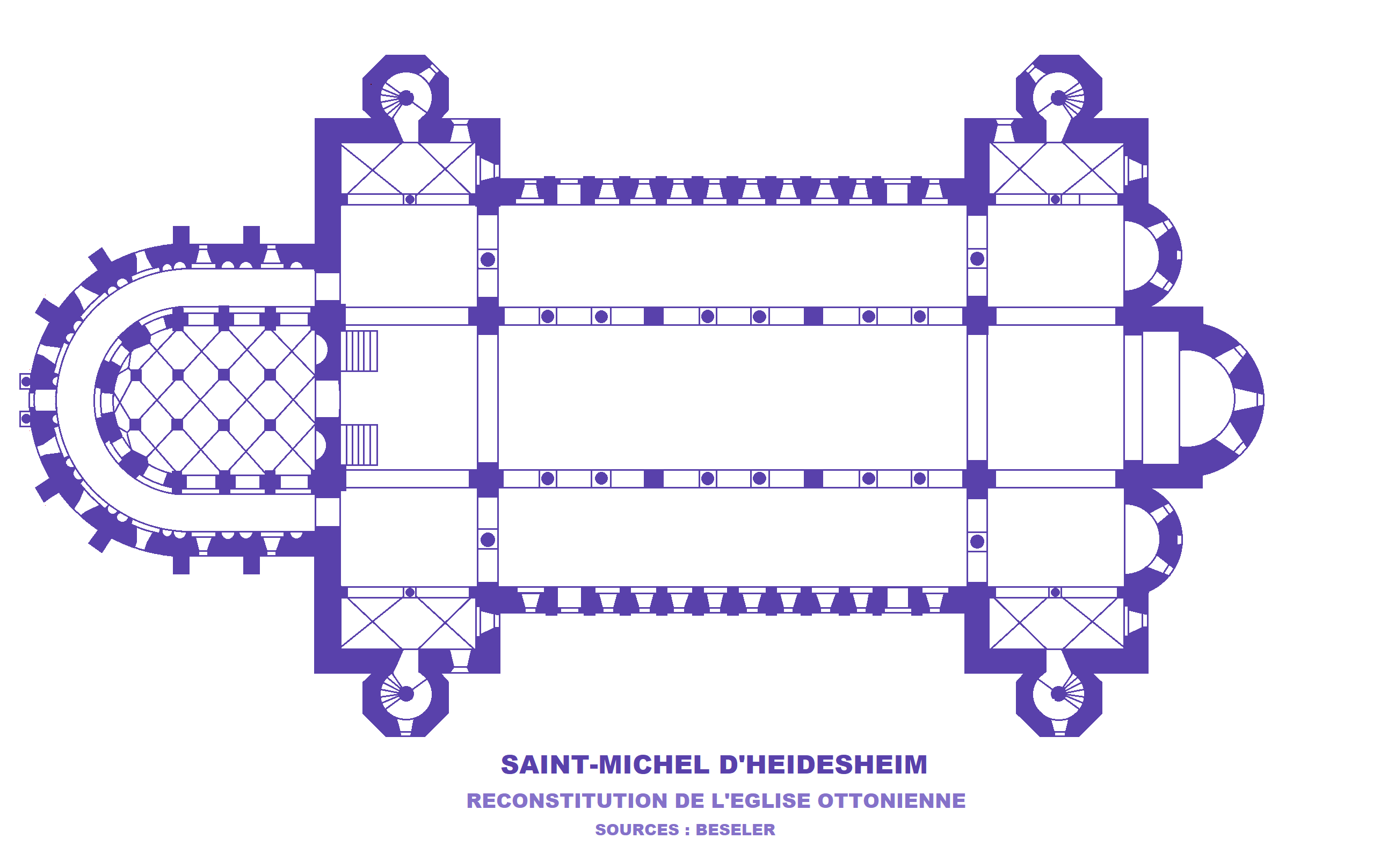
Planta de la iglesia de San Miguel de Hildesheim, de estilo prerrománico otoniano

La planta románica-renana (en francés: plan roman-rhénan) es un tipo arquitectónico de planta de iglesia, que se desarrolló entre finales del siglo X y principios del siglo XIII principalmente en un área alrededor de los ríos Mosa y Mosela que corresponde aproximadamente a la antigua archidiócesis de Trier.
Las catedrales de estilo románico en las regiones renanas presentaban la particularidad de tener dos coros enfrentados, flanqueados por dos torres cada uno de ellos, con dos transeptos, generalmente rematados con portadas. El acceso al edificio se realizaba entonces en el lado de la nave o de los transeptos. Acabó evolucionando en un tipo de cabecera conocida como «cabecera armónica lorena» (chevet harmonique lorrain) o «cabecera tréviro-lorena» (chevet tréviro-lorrain), manteniendo su influencia en los estilos regionales a partir de entonces.

## Orígenes y evolución
Esta planta, característica del período de transición entre los estilos otoniano y románico, se puede encontrar en muchas iglesias y catedrales construidas en el oeste del Sacro Imperio Romano Germánico (situadas entre el Mosa y el Rin). Parece sintetizar dos estilos prerrománicos que habían tenido éxito en esa parte de Europa: de un lado, la arquitectura carolingia del siglo IX, que presentaba ya dos coros; y del otro, la arquitectura otoniana de los siglos X y XII, que se inspiró en el arte carolingio y que había popularizado la cabecera con dos torres, por lo general a partir de una planta basílical. La mejor representación que se conserva de esta síntesis es la catedral de Notre Dame de Verdun.
La edificación de la planta románica-renana, en sentido estricto, desapareció con la popularización del estilo gótico en las regiones renanas. Sin embargo, su característica cabecera flanqueada por dos torres siguió siendo popular en el espacio de la antigua archidiócesis de Trier, que correspondía a las antiguas áreas espirituales de las diócesis de Metz, Toul y Verdun, y obviamente, de Trier. Este estilo de cabecera particular se llama en consecuencia tréviro-lorena o simplemente lorena, y se encuentra en muchas iglesias góticas de la región, siendo la más representativa la de la catedral de San Esteban en Toul.

## Estructura de la planta

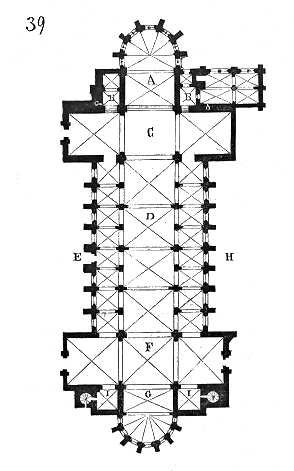
Planta de la catedral de Verdun,la representación más completa de la planta románica-renana

El edificio tipo de esta planta de cabecera armónica y de dos coros enfrentados es la catedral de Verdún que ha conservado su planta original románica-renana y parece ser el edificio que influyó en todas las construcciones posteriores en la región de Lorena o en el Sacro Imperio Romano. Sus características más destacadas son:
- dos coros que se oponen enfrentándose (A y G);
- ningún coro tiene deambulatorio y ambos están rodeado por dos torres-campanarios (B e I), cuya planta baja se abre al coro y el transepto en capillas;
- dos transeptos (F y C) conectados por una nave (D);
- dos naves laterales (E y H) enmarcando la nave principal;
- portales situados en los extremos de los transeptos y, a veces, a nivel de los pasillos.

### Influencia después de la época románica
Posteriormente, la planta de cabecera flanqueada por dos torres permaneció firmemente arraigada en Lorena, aunque se encuentra con relativa frecuencia como en la iglesia de Nuestra Señora de Mont-devant-Sassey (fiel copia del coro románico de Verdun), en el período gótico en la catedral de Toul donde es probablemente la culminación estilística. Pero este tipo de cabecera todavía se encuentra en el Renacimiento (abadía de Saint-Mihiel), y hasta en el período clásico en la abadía de los Premonstratenses de Pont-à-Mousson. Por lo tanto, este tipo de cabecera (coro flanqueado por dos torres con capillas bajas abiertas a la nave o al coro) es a veces denominado cabecera armónica lorena (chevet harmonique lorrain) ya que su uso estaba muy extendido allí.

## Distribución geográfica

### En Bélgica
El transepto de la catedral de Nuestra Señora de Tournai tiene una planta similar: dobles ábsides flanqueados por torres. Por tanto, el edificio cuenta con una fuerte influencia de esta planta en su transepto, mientras que la construcción de la nave se inspiró en las catedrales francesas.

### En Francia

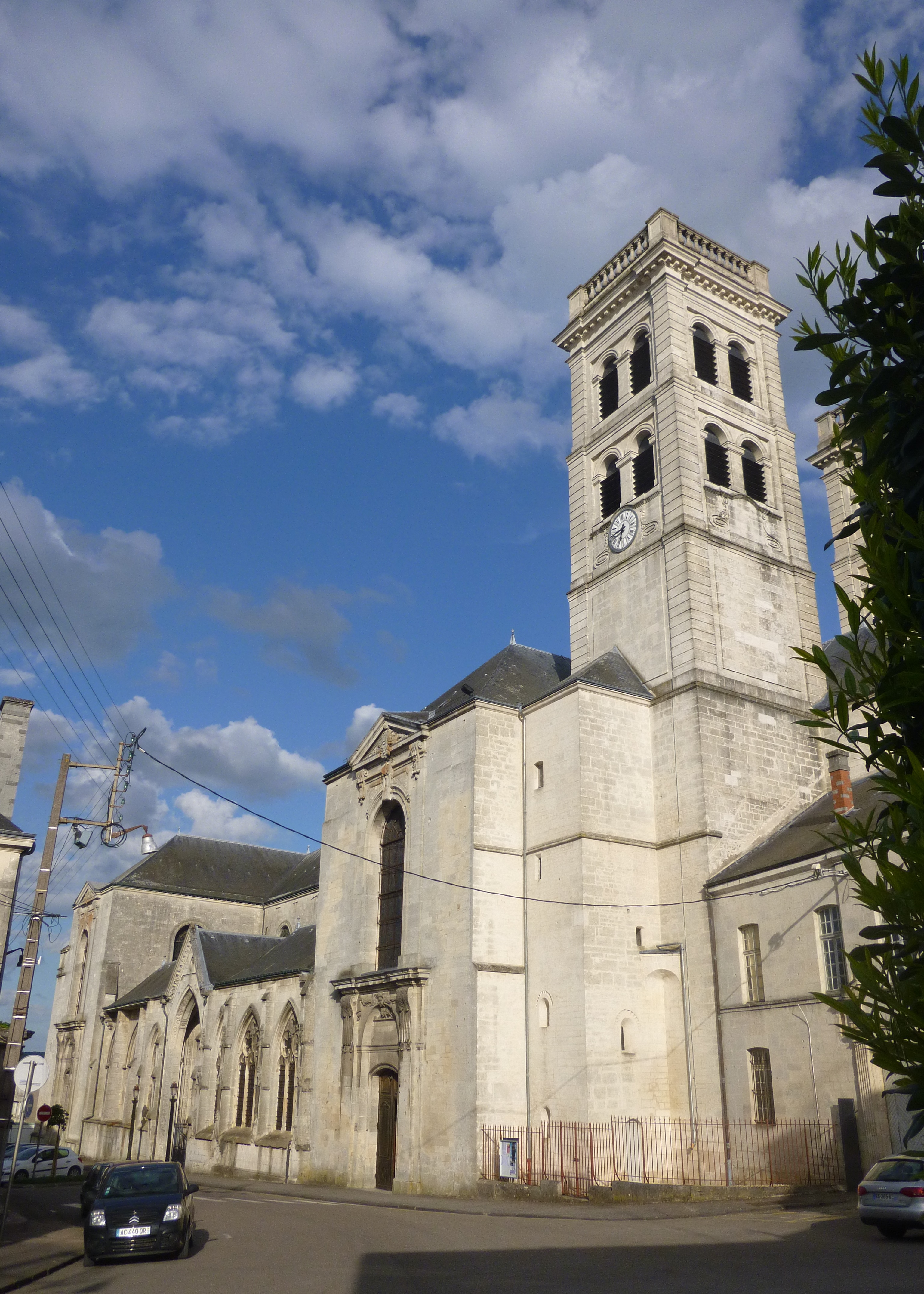
Vista exterior de la catedral de Verdun, con la doble portada en los extremos de los transeptos.

Este tipo de planta, aunque a menudo abandonada en la época gótica, se encuentra en algunos edificios todavía hoy presentes principalmente en la Lorena, pero también presente en las regiones lindantes como Alsacia, Champagne-Ardenne o incluso el Franco Condado. Los ejemplos más destacados son:
- en iglesias del periodo románico:

- la iglesia de Nuestra Señora de Mont-devant-Sassey en el departamento de Mosa, una réplica casi exacta de la cabecera oriental de la catedral Verdun.

- en iglesias del periodo gótico, más tardías o reconstruidas, que ya no muestran a menudo más que un coro, pero todavía flanqueado por dos torres:

- la catedral de San Esteban en Toul, que combina las dos torres a ambos lados de un coro germánico sin deambulatorio con una fachada de influencia francesa;
- Notre-Dame-en-Vaux, en Châlons-en-Champagne, catalogada como Patrimonio de la Humanidad en el epígrafe de etapas de los caminos de Santiago;
- la iglesia abacial de San Vicente de Metz, con una planta similar a la de Toul, y que suma capillas al transepto, siguiendo una tradición otoniana;
- la abadía de Saint-Mihiel, que a pesar de una reconstrucción en estilo renacentista, reconstruye igualmente las torres en ambos partes del coro.

- en iglesias del período clásico, excepcionalmente, se encuentran todavía torres en ambas partes del coro, probablemente debido a las limitaciones armónicas de las fachadas:

- Abacial Saint-Nabor de Saint-Avold (cabecera armónica lorena y torre hors-œuvre en fachada).
- antigua abacial de los Premonstratenses de Pont-à-Mousson.

#### Las catedrales lorenas

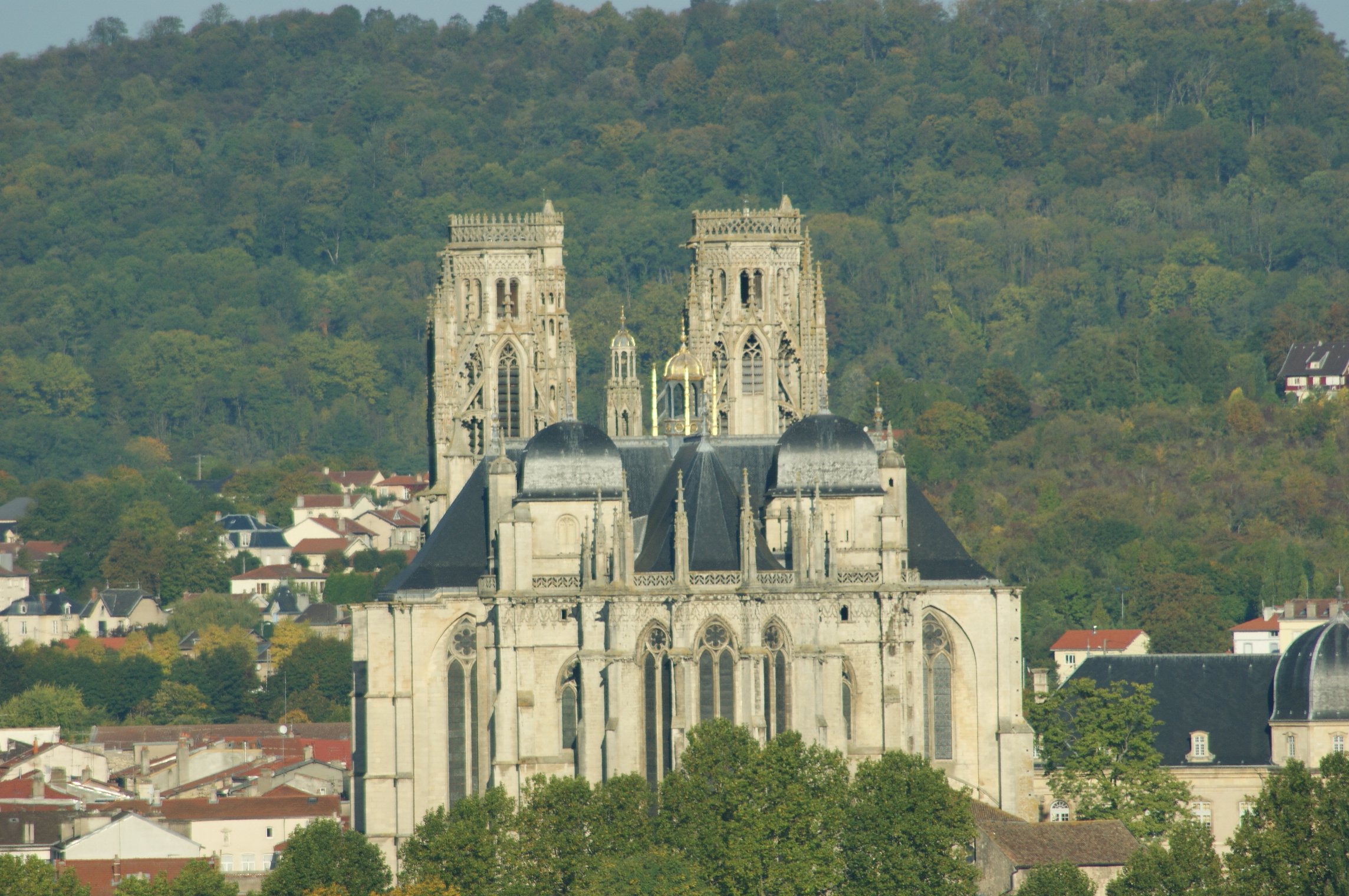
Cabecera lorena de la catedral de Toul

Las catedrales de Lorena que conservan este tipo de planta son:
- Nuestra Señora de Verdun, la planta románica-renana más antigua de Francia que se ha mantenido a lo largo de los siglos casi intacta, con dos transeptos y dos cabeceras flanqueadas por torres;
- San Esteban de Toul, cuya planta de cabecera armónica lorena de tradición románica se conserva a pesar de la reconstrucción gótica de principios del siglo XII;
- San Juan de Besançon, cuya planta se conserva parcialmente (salvo las torres), aunque reconstruida en la época clásica;
- San Esteban de Metz, que presenta una versión discreta de la cabecera lorena, en sustitución de la antigua cabecera otoniana con dos torres.

### En Alemania

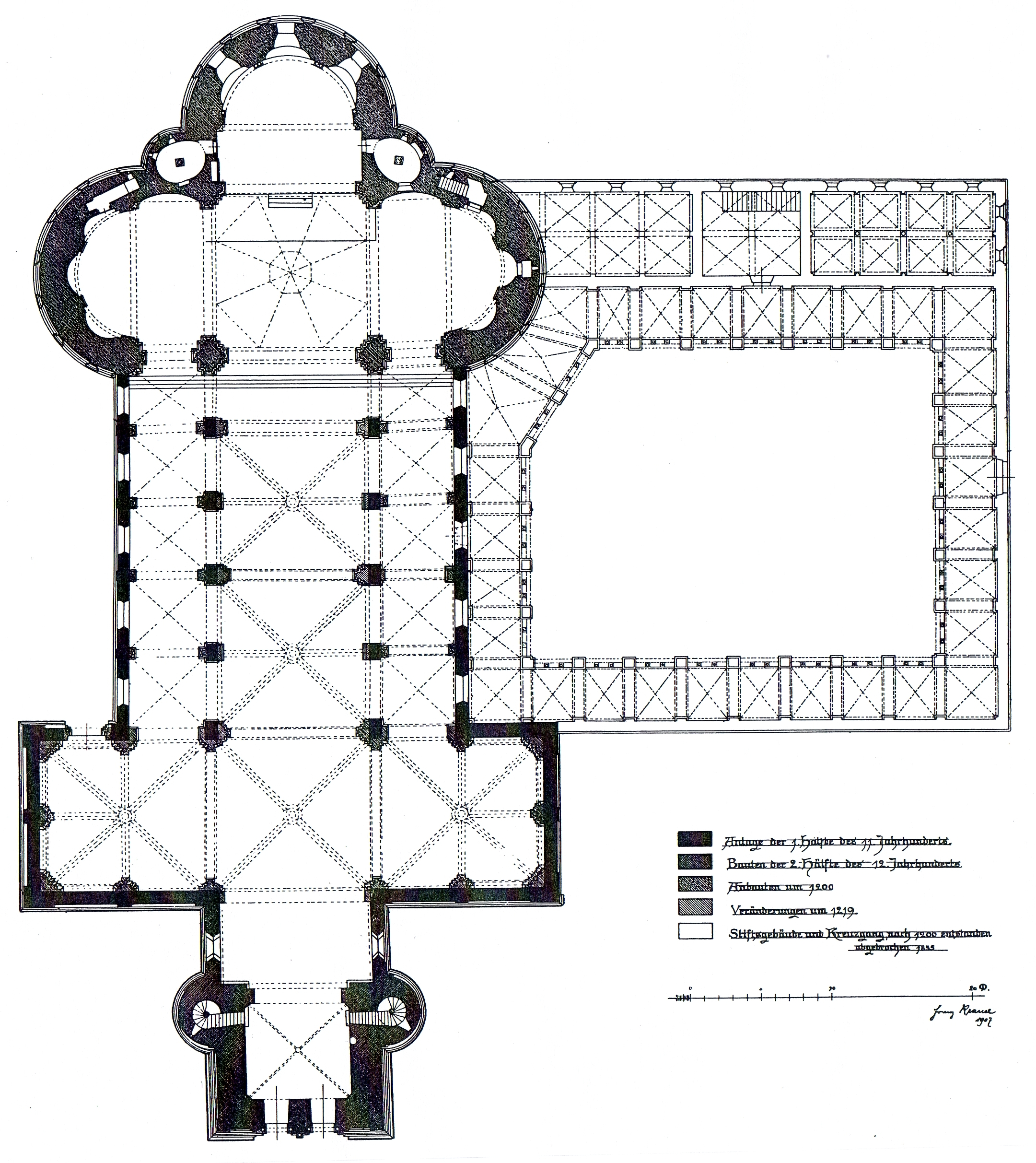
Planta con el ábside trebolado de iglesia de los Santos Apóstoles de Colonia

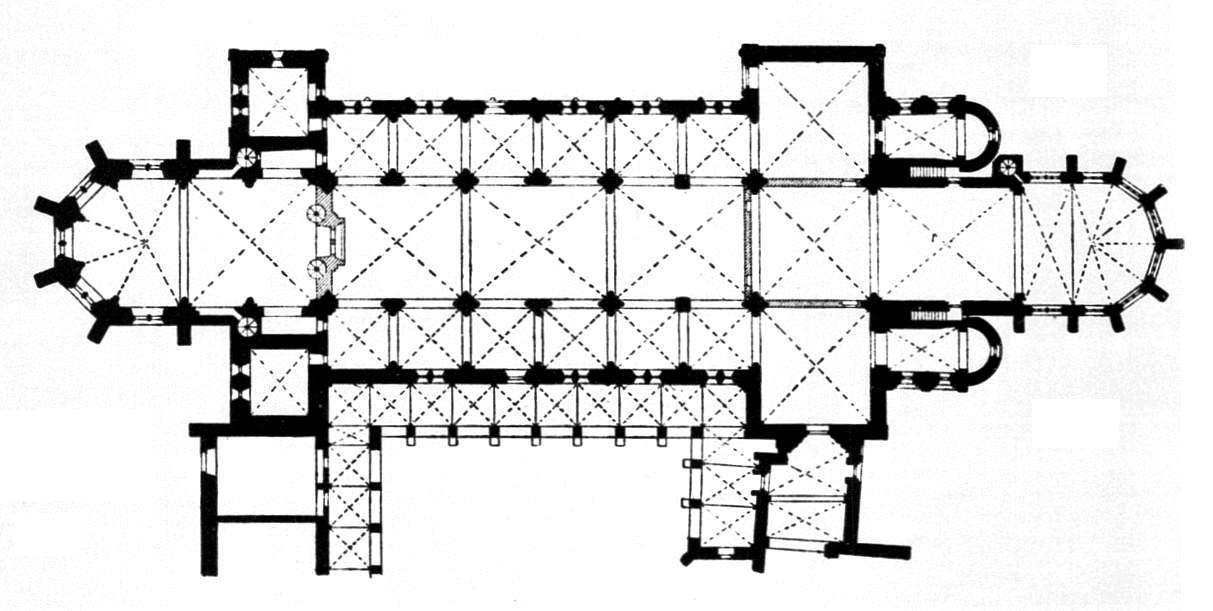
Catedral de Naumburgo, un ejemplo algo alejado de la zona original del arzobispado de Treveris

Cabe destacar la presencia de numerosos edificios en Alemania de plantas similares:
- la iglesia de los Santos Apóstoles de Colonia, con el transepto oriental terminado por dos ábsides, que forman con el ábside oriental principal un trébol de ábsides;
- la iglesia de San Miguel de Hildesheim, de estilo prerrománico otoniano;
- la catedral de San Martín de Maguncia, de estilo románico, con un altar mayor en el oeste;
- la catedral de Tréveris, con las cabeceras opuestas;
- la catedral de Nuestra Señora de la Asunción y de San Esteban de Espira, con una silueta muy cercana a la de Verdún.